# Gaston Robail
Gaston Camille Robail (* 10. Juli 1902 in Paris; † 7. März 1987 in Clichy) war ein französischer Autorennfahrer.

## Karriere
Gaston Robail war in den 1930er-Jahren bei einigen Sportwagenrennen gemeldet. Unter anderem startete er beim 24-Stunden-Rennen von Spa-Francorchamps 1933 und dem 24-Stunden-Rennen von Le Mans 1934. Während er sich in Spa nicht klassieren konnte, erreichte er in Le Mans gemeinsam mit seinem Teamkollegen Camille Poiré auf einem Amilcar C6 den 22. Gesamtrang. 

## Statistik

### Le-Mans-Ergebnisse
| Jahr | Team             | Fahrzeug   | Teamkollege   | Platzierung | Ausfallgrund |
| ---- | ---------------- | ---------- | ------------- | ----------- | ------------ |
| 1934 | Ecurie de l’Ours | Amilcar C6 | Camille Poiré | Rang 22     |              |